# Färöische Fußballmeisterschaft der Frauen 1987
Die Färöische Fußballmeisterschaft der Frauen 1987 wurde in der 1. Deild genannten ersten färöischen Liga ausgetragen und war insgesamt die dritte Saison. Sie startete am 26. April 1987 und endete am 20. September 1987.
Aufsteiger SÍ Sumba kehrte nach einem Jahr in die höchste Spielklasse zurück. Meister wurde B36 Tórshavn, die den Titel somit zum zweiten Mal erringen konnten. Titelverteidiger HB Tórshavn landete auf dem zweiten Platz. KÍ Klaksvík blieb über die gesamte Spielzeit ohne Punktgewinn. Ohne Punkt blieben ansonsten nur GÍ Gøta II (1985) MB Miðvágur (1986 und 1991), NSÍ Runavík (1989) sowie Skála ÍF (1998).
Im Vergleich zur Vorsaison verschlechterte sich die Torquote auf 3,44 pro Spiel. Den höchsten Sieg erzielten EB Eiði im Heimspiel gegen SÍ Sumba am elften Spieltag sowie HB Tórshavn im Auswärtsspiel gegen SÍ Sumba am zwölften Spieltag mit jeweils 7:0. Dies waren zugleich neben dem 2:5 zwischen KÍ Klaksvík und B36 Tórshavn am siebten Spieltag die torreichsten Spiele.

## Modus
Durch die Reduzierung auf sieben Mannschaften in der 1. Deild spielte jedes Team nun an zwölf Spieltagen jeweils zwei Mal gegen jedes andere. Die punktbeste Mannschaft zu Saisonende stand als Meister dieser Liga fest. Der Abstieg wurde für dieses Jahr ausgesetzt.

## Saisonverlauf
B36 Tórshavn und HB Tórshavn lieferten sich das Duell um die Meisterschaft. Beim ersten Aufeinandertreffen unterlag B36 mit 1:3, gab bis zum Rückspiel jedoch keine Punkte mehr ab. HB wiederum kam am fünften Spieltag im Auswärtsspiel gegen EB Eiði nicht über ein 1:1 hinaus. Beim erneuten Duell gegen B36 am elften Spieltag hatten sie zudem mit 0:2 das Nachsehen. Da es zu keinen weiteren Punktverlusten beider Mannschaften kam, stand B36 Tórshavn somit als Meister fest.

## Abschlusstabelle
| Pl. | Verein          | Sp. | S  | U | N  | Tore    | Diff. | Punkte |
| --- | --------------- | --- | -- | - | -- | ------- | ----- | ------ |
| 1.  | B36 Tórshavn    | 12  | 11 | 0 | 1  | 030:110 | +19   | 22:20  |
| 2.  | HB Tórshavn (M) | 12  | 10 | 1 | 1  | 028:800 | +20   | 21:30  |
| 3.  | GÍ Gøta         | 12  | 7  | 0 | 5  | 017:110 | +6    | 14:10  |
| 4.  | EB Eiði         | 12  | 5  | 2 | 5  | 020:130 | +7    | 12:12  |
| 5.  | ÍF Fuglafjørður | 12  | 5  | 0 | 7  | 016:230 | −7    | 10:14  |
| 6.  | SÍ Sumba (N)    | 12  | 2  | 1 | 9  | 003:380 | −35   | 05:19  |
| 7.  | KÍ Klaksvík     | 12  | 0  | 0 | 12 | 003:130 | −10   | 0:24   |

| (N) | Aufsteiger   |
| (M) | Meister 1986 |

## Spiele und Ergebnisse
|                 | B36 | EB  | GÍ     | HB     | ÍF  | KÍ     | Sumba  |
| --------------- | --- | --- | ------ | ------ | --- | ------ | ------ |
| B36 Tórshavn    |     | 2:1 | 2:1    | 1:3    | 2:1 | 0-:- 1 | 5:0    |
| EB Eiði         | 0:4 |     | 0:1    | 1:1    | 4:0 | 0-:- 1 | 7:0    |
| GÍ Gøta         | 0:2 | 1:0 |        | 1:2    | 0:2 | 3:0    | 4:0    |
| HB Tórshavn     | 0:2 | 1:0 | 3:1    |        | 5:1 | 0-:- 1 | 2:0    |
| ÍF Fuglafjørður | 2:3 | 1:3 | 0:1    | 1:4    |     | 0-:- 1 | 5:1    |
| KÍ Klaksvík     | 2:5 | 1:3 | 0-:- 1 | 0-:- 1 | 0:2 |        | 0-:- 1 |
| SÍ Sumba        | 1:2 | 1:1 | 0:4    | 0:7    | 0:1 | 0-:- 1 |        |